# Rudolf Scharping
Rudolf Scharping (født 2. december 1947 i Niederelbert i Westerwaldkreis i Rheinland-Pfalz) er en tidligere tysk politiker (SPD). Han var i perioden 1991-94 ministerpræsident i den tyske delstat Rheinland-Pfalz og i 1998-2002 forsvarsminister i den tyske forbundsrepublik. Han var partiformand i det tyske SPD og stillede i 1994 op som kandidat til posten som Bundeskansler. Fra 1995 til 2001 var han formand for De Europæiske Socialdemokrater.

## Politisk karriere
Scharping blev meldt ind i det tyske socialdemokrati SPD i 1996. Han var medlem af Landdagen i Rheinland-Pfalz fra 1975 til 1994. Fra 21. maj 1991 til 15. oktober 1994 var han premierminister i delstaten.
I 1993 blev Scharping formand for SPD og i 1994 stillede han op til valget som kansler i Tyskland mod CDU's Helmut Kohl. Scharping og SPD tabte valget. Scharping fortsatte som formand, indtil han højst overraskende blev væltet i 1995 af Oskar Lafontaine på SPD's partikongres i Mannheim. Han fortsatte herefter som én af fem næstformænd i partiet. 1999 and 2001. Han har var medlem af Forbundsdagen fra 1994 til 2005 og var leder af den socialdemokratiske gruppe fra 1994 til 1998.
Fra den 27. oktober 1998 til den 18. juli 2002 var han forsvarsminister i Tyskland. Under Scharping deltog tyske soldater for første gang siden 2. verdenskrig i krig, da tyske soldater indgik i de NATO-styrker, der var involveret i Krigene i Jugoslavien.
Scharping blev væltet som forsvarsminister kort før valget til Forbundsdagen i 2002, da han i den såkaldte "Mallorca-affære" fik sit billede taget i en swimmingpool med sin kæreste Kristina Grevinde Pilati alt imens Bundeswehr forberedte sig på en vanskelig mission i Makedonien. Da han måtte gå som minister, opgav han også at stille op til posten for næstformand i partiet. Han blev valgt ind i Forbundsdagen, men stillede ikke op til valget i 2005. 
Efter afslutningen af den politiske karriere er Scharping blevet formand for det tyske cyklistforbund.

## Eksterne links
- Wikimedia Commons har flere filer relateret til Rudolf Scharping
- Biografi af Ulrich Rosenbaum (tysk)